# Tim Ferriss
Timothy Ferriss (20 de juliol de 1977) és un empresari, inversor, autor, podcaster i guru de l'estil de vida nord-americà. És conegut per la seva sèrie de llibres d'autoajuda de 4 hores —incloent-hi The 4-Hour Work Week, The 4-Hour Body i The 4-Hour Chef —que es va centrar en l'optimització de l'estil de vida, però des d'aleshores ho ha reconsiderat. enfocament.

## Primers anys de vida
Ferriss va créixer a East Hampton (Nova York), i atribueix la seva mala salut durant la infància per despertar l'interès per la superació personal. Després de graduar-se a St. Paul's School, va anar a la Universitat de Princeton, obtenint una llicenciatura en estudis d'Àsia Oriental l'any 2000, després va treballar primer en vendes en una empresa d'emmagatzematge de dades.

## Carrera
L'any 2001 Ferriss va fundar BrainQUICKEN, un negoci de suplements nutricionals basat en Internet, mentre encara treballava a la seva feina anterior. Va vendre l'empresa, llavors coneguda com BodyQUICK, a una empresa de capital privat amb seu a Londres el 2010. Ha afirmat que la setmana laboral de 4 hores es va basar en aquest període.
Ferriss ha estat un inversor àngel i assessor de startups. Va invertir o assessorar en empreses com Reputation.com, Trippy i TaskRabbit. És un assessor de diners previ a Uber. El 2013, Ferriss va recaptar 250.000 dòlars per invertir a Shyp formant un sindicat a AngelList. Ferriss va recaptar més de 500.000 dòlars a través dels seus patrocinadors, i Shyp va recaptar un total de 2,1 milions de dòlars. El 2018, Shyp va tancar i va acomiadar tots els seus empleats.
El novembre de 2013, Ferriss va iniciar una empresa d'edició d'audiollibres, Tim Ferriss Publishing. El primer llibre publicat va ser Vagabonding de Rolf Potts. Altres llibres inclouen Ego Is the Enemy i The Obstacle Is the Way de Ryan Holiday, Daily Rituals de Mason Currey i What I Learned Losing a Million Dollars de Jim Paul i Brendan Moynihan.
També el 2015, Ferriss va donar-se unes llargues vacances d'invertir. Va citar l'estrès del treball i la sensació que el seu impacte era "mínim a la llarga", i va dir que tenia previst dedicar temps als seus projectes d'escriptura i mitjans. El 2017 va declarar que una de les raons per les quals es va traslladar de Silicon Valley va ser que "Després de "retirar-se" efectivament de la inversió d'àngels fa 2 anys", no tenia cap necessitat professional d'estar a la Bay Area (San Francisco).

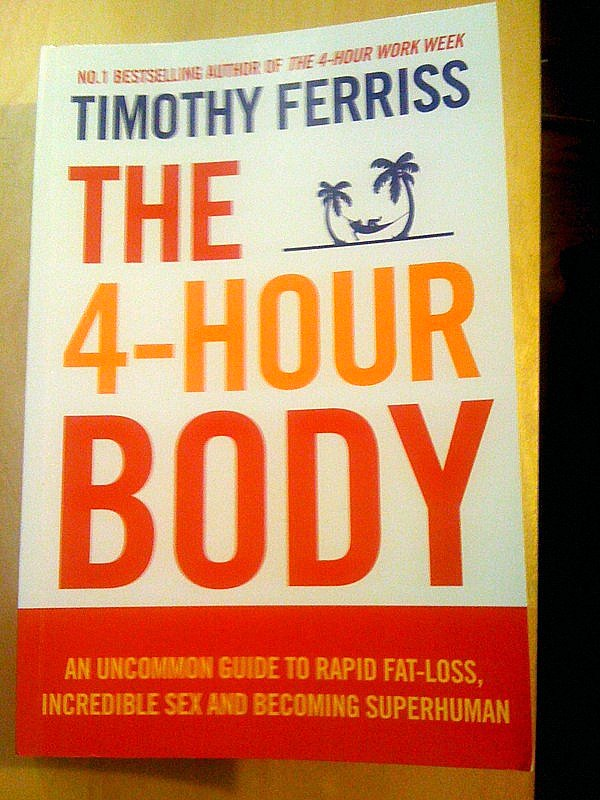
Una imatge que mostra la portada d'una de les obres més destacades de Ferriss

Ferriss ha escrit cinc llibres, The 4-Hour Workweek (2007, edició ampliada 2009), The 4-Hour Body (2010), The 4-Hour Chef (2012), Tools of Titans (2016) i Tribe of Mentors (2017).
El desembre de 2013, The Tim Ferriss Experiment va debutar a HLN. La sèrie es va centrar en la pirateria de la vida (life hacking) de Ferriss i els mètodes d'aprenentatge ràpid. Tot i que es van fer 13 episodis, només una part es va mostrar a la televisió. Ferriss també va presentar el programa de televisió Fear{Less} del 2017 amb Tim Ferriss, en el qual entrevista persones de diferents indústries sobre l'èxit i la innovació.
Ferriss ha recaptat fons per al Center for Psychedelic and Consciousness Research de la Johns Hopkins University School of Medicine i per al Centre for Psychedelic Research de l'Imperial College de Londres. Des del 2016, Ferriss va donar almenys 2.000.000 de dòlars per a la investigació clínica de drogues psicodèliques. Ferriss ha defensat públicament el valor de l'estoïcisme i la meditació, acreditant-lo que l'ha ajudat a fer front al seu trastorn bipolar i afirma que la seva experiència personal amb trastorns psiquiàtrics i la pèrdua d'un amic per sobredosi de fentanil motiva la seva implicació en la recerca de psicodèlics.
El 2017, Tim Ferriss va fer una xerrada TED talk que es deia "Per què hauríeu de definir les vostres pors en lloc dels vostres objectius de vida".
Va tornar a avaluar les seves idees anteriors en una entrevista de 2020 a GQ, i va concloure que "no es pot mesurar tot el que és significatiu". Pel que fa a la resiliència i fins i tot l'espiritualitat, recomana tres llibres, Acceptació radical de Tara Brach, Consciència d'Anthony de Mello i Cartes d'un estoic (Epistulae Morales ad Lucilium) de Lucius Seneca. A aquest drarera l'anomena "El meu escrit preferit de tots els temps".
Tim Ferriss continua llançant episodis de The Tim Ferriss Show de manera periòdica, un podcast centrat en entrevistes que es publica des del 22 d'abril de 2014.
El desembre de 2022 Ferris va llançar un projecte NFT sobre galls anomenat "The Legend of CockPunch".

## Obres publicades
- Ferriss, Timothy. The 4-Hour Workweek.  New York: Crown Publishers, 2007. ISBN 978-0-307-35313-9.
- Ferriss, Timothy. The 4-Hour Workweek. Expanded and Updated.  New York: Crown Publishers, 2009. ISBN 978-0-307-46535-1.
- Ferriss, Timothy. The 4-Hour Body: An Uncommon Guide to Rapid Fat-Loss, Incredible Sex, and Becoming Superhuman.  New York: Crown Archetype, 2010. ISBN 978-0307463630.
- Ferriss, Timothy. The 4-Hour Chef: The Simple Path to Cooking Like a Pro, Learning Anything, and Living the Good Life.  New York: Houghton Mifflin Harcourt, 2012. ISBN 978-0-547-88459-2.
- Ferriss, Timothy. Tools of Titans: The Tactics, Routines, and Habits of Billionaires, Icons, and World-Class Performers.  New York: Houghton Mifflin Harcourt, 2016. ISBN 978-1-328-68378-6.
- Ferriss, Timothy. Tribe of Mentors: Short Life Advice from the Best in the World.  New York: Houghton Mifflin Harcourt, 2017. ISBN 978-1-328-99496-7.